# Alain Rambach
Alain Rambach, né en 1946 à Paris, est un chercheur français en microbiologie, pionnier du génie génétique et inventeur de milieux chromogènes permettant l'identification à l'œil nu de certaines bactéries par l'apparition d'une coloration spécifique.

## Formation
Alain Rambach est diplômé de l'École polytechnique (France) promotion 1965,. Il rejoint l'Institut Pasteur en 1967 où il travaille avec le professeur François Jacob,, prix Nobel de physiologie ou médecine en 1965 avec Jacques Monod pour leurs travaux en génétique. Alain Rambach soutient sa thèse en génétique bactérienne et évoque la manipulation d'ADN, sujet qui fait la controverse dans la communauté scientifique de l'époque. Le Dr Alain Rambach poursuit ses recherches dans le cadre d'un post-doctorat à l'université Stanford en Californie, puis réintègre l'Institut Pasteur pour poursuivre ses recherches dans ce qui deviendra le génie génétique,.

## Pionnier du génie génétique

### Dénomination et polémique
Fort de son expérience à Stanford ou l'on parle déjà de Genetic engineering, le Dr Alain Rambach persuade Jacques Monod qu'une traduction adéquate en français de cette technique devait être « génie génétique » faisant écho à des terminologies équivalentes comme par exemple « génie civil ». En 1973, il est avec le Dr Pierre Tiollais l'un des deux pionniers du génie génétique en France,,.
En 1976 se développe une incroyable polémique contre le génie génétique en tant que nouvelle technologie : des scientifiques veulent imposer un moratoire à toute recherche de génie génétique. Encore aujourd’hui la polémique anti-OGM fait rage dans certains milieux politiques. En janvier 1977 Alain Rambach, de retour en France à l’Institut Pasteur, prend le parti de défendre Paul Berg qui lui-même fait la guerre contre ce moratoire réactionnaire en envoyant un courrier de soutien à Paul Berg qui lui répond rapidement.

### Inventeur
Le Dr Alain Rambach est crédité de plusieurs dizaines de brevets touchant entre autres aux Salmonella, Escherichia coli, et à la résistance aux antibiotiques,.

### GENETICA
En 1981, le Dr Alain Rambach devient aussi entrepreneur et fonde la société GENETICA, la première société française d’application du génie génétique, dont le capital appartient pour les deux tiers au numéro un français de la pharmacie, le groupe Rhône-Poulenc. La société GENETICA développe des procédés prometteurs concernant la fabrication par génie génétique de la vitamine B12, la sérum-albumine et le plasminogène activateur. En 1986, Rhône-Poulenc décide d’intégrer la société dans son organisation habituelle et de se séparer du Dr Alain Rambach. Celui-ci porte l’affaire en justice. Quelques années plus tard, il découvre une voie nouvelle pour produire la vitamine B12 en « enseignant » sa production à la bactérie E. coli K12, qui ne possède pas ces gènes naturellement.

### CHROMagar
Ses travaux dans la société Genetica lui permettent de créer une nouvelle entreprise. Le 28 mai 1993, le Dr Alain Rambach fonde la société « CHROMagar » qui va lui permettre de commercialiser le milieu de détection chromogénique de la bactérie Salmonella, le gélose Rambach, qu'il avait inventé quelques années plus tôt. D'autres milieux permettent de détecter en moins de 24 heures des colonies de bactéries telles que le E. coli, aidant à enrayer des épidémies, identifier le réservoir de bactéries et soigner plus rapidement les patients infectés comme ce fut le cas en Allemagne en 2011. Le Dr Alain Rambach dirige la société jusqu'en 2016, en tant que gérant et directeur scientifique.

### COVID-19
En mai 2020, au début de la pandémie de Covid-19 en France, le Dr Alain Rambach prend très clairement position pour le port du masque obligatoire en cosignant une tribune de plus de 50 médecins et scientifiques.